# Invermoriston
Invermoriston är en by i Highland i Skottland. Byn är belägen 14 km 
från Fort Augustus. Orten har 173 invånare (2011).